# Hegyhátmaróc
Hegyhátmaróc é um município da Hungria, situado no condado de Baranya. Tem 7,59 km² de área e sua população em 2019 foi estimada em 129 habitantes.